# Coccinella fulgida
Coccinella fulgida – gatunek chrząszcza z rodziny biedronkowatych.

## Taksonomia
Gatunek ten opisany został po raz pierwszy w 1954 roku przez W.Y. Watsona. Jako miejsce typowe wskazał on Cape Henrietta Maria w Ontario.

## Morfologia
Chrząszcz o wysklepionym, w zarysie szeroko-owalnym ciele długości od 4,5 do 5,6 mm. Głowa jest czarna z dwiema wyraźnie odseparowanymi jasnymi plamkami między oczami. Przedplecze jest na wierzchu czarne z jasnymi plamami w kątach przednio-bocznych; środek jego przedniej krawędzi zawsze pozostaje czarny. Na spodzie przedplecza leży jasna, mała, trójkątna plama brzuszna sięgająca ku tyłowi do od 1/5 do 3/5 zasięgu plamy grzbietowej. Pokrywy mają ubarwienie żółtawopomarańczowe do czerwonego z czarnym wzorem obejmującym plamę przytarczkową, parę małych plamek przynasadowych, parę 
poprzecznych lub kropelkowatych plam środkowych i parę poprzecznych plam tylnych, położonych w wierzchołkowej 1/5 pokryw. Plamy przynasadowe zlane mogą być ze środkowymi w poprzeczną przepaskę przynasadową lub mogą być zanikłe. Brak na pokrywach przepaski przynasadowej czy plam barkowych, a szew pokryw jest czerwony. Przedpiersie ma wąski i płaski wyrostek międzybiodrowy z parą żeberek bocznych. Odnóża środkowej i tylnej pary mają po dwie ostrogi na goleni. Pazurki stóp mają duże ząbki. Genitalia samca są symetrycznie zbudowane.

## Występowanie
Gatunek nearktyczny, borealny. Występuje na granicy drzew i na północ od niej. Znany jest z Alaski w Stanach Zjednoczonych oraz z Kolumbii Brytyjskiej, Terytoriów Północno-Zachodnich, Nunavutu, Ontario i Quebecu.